# Parque de Exposições Assis Brasil
Inaugurado em 1970, o Parque de Exposições Assis Brasil está localizado  em Esteio, distante 25 km de Porto Alegre, capital do Rio Grande do Sul. 

## Informações gerais
O espaço proporciona aos visitantes e expositores infraestrutura distribuída em área de 141 hectares. Exposições de animais e máquinas, leilões, finais do Freio de Ouro, comidas típicas, feiras de agricultura familiar e artesanato, bem como apresentações culturais, artísticas e folclóricas são algumas das atracções disponíveis na Expointer.
Conta com 45,3 mil m² de pavilhões cobertos, 70 mil m² de área para exposição, 19 locais para julgamentos, nove espaços destinados à realização de leilões e auditórios.
Em 1972 o parque torna-se sede oficial da feira latino-americana Expointer, que visa propagar as inovações tecnológicas provenientes do segmento agropecuário e agroindustrial. 

## Infraestrutura
O Parque conta com:
- 45,3 mil metros quadrados de pavilhões cobertos
- 70 mil metros quadrados de área para exposição
- Postos médicos para atendimento ao público, localizados nas quadras 04 e 36
- 19 locais para julgamentos
- 9 locais para leilões
- Restaurantes
- Auditórios
- Agências Bancárias
- Telefones públicos
- Internet

### Estacionamento
10 mil vagas para estacionamento interno com seguro, distribuídas da seguinte forma:
- 400 no Portão 4 - Autoridades;
- 500 no Portão 5 - Expositores e Imprensa;
- 3.450 no Portão 10 - Expositores e Imprensa;
- 250 no Portão 11 - Expositores (área de camping);
- 3.600 no Portão 15 - Visitantes;
- 1.800 no Portão 16 - Expositores do SIMERS;